# Ninurta-mukin-niszi
Ninurta-mukin-niszi lub Inurta-mukin-niszi (akad. Ninurta-mukīn-nišī lub Inūrta-mukīn-nišī, tłum. „Ninurta, ten który zachowuje swój lud”) – wysoki dostojnik, gubernator prowincji Habruri za rządów Aszur-dana III (772-755 p.n.e.); z asyryjskich list i kronik eponimów wiadomo, iż w 765 r. p.n.e. sprawował on urząd limmu (eponima).